# 火星1号

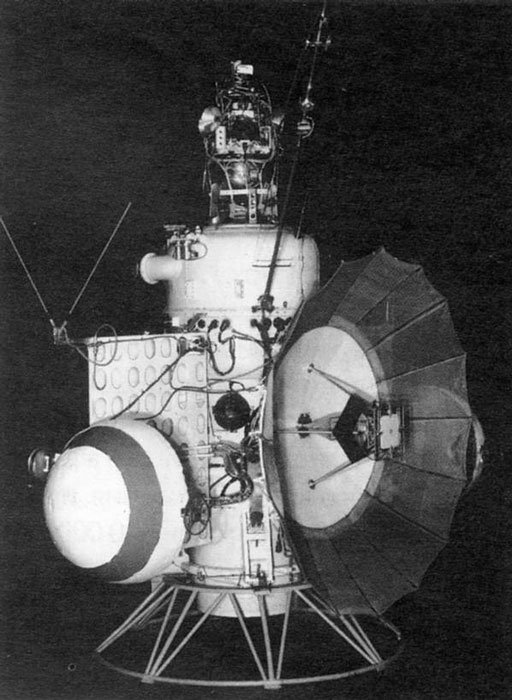
火星一号

火星1号，或称人造卫星23号。是苏联火星计划中的一个飞掠火星的探测任务。它采用的是改进了的金星计划探测器，整体上看是一个长3.3米直径1米的圆柱体。该探测器内安装了多种科学研究设备和通讯设备，原计划研究火星附近的宇宙射线、磁场、微陨石和大气环境乃至有机物构成等情况。该探测器在1963年3月21日距地球大约1亿公里的地方因为导航设备的故障而失去控制，进入黄道面成为了一颗太阳卫星。